# Elly Beetz
Elly Thea Ottilie Anna Auguste Emma Beetz auch Elli Beetz (* 6. Januar 1900 in Schwerin; † 3. November 1951 ebenda) war eine deutsche Landschaftsmalerin.

## Leben
Elly Beetz war Tochter des Schweriner Großherzoglichen Buchhalters Ludwig Beetz (1858–1936) und dessen zweiter Ehefrau Elise, geb. Sengebusch (1863–1952). Sie wuchs neben vier älteren Geschwistern auf. Sie war eine Schülerin des Schweriner Landschaftsmalers Hermann Koenemann. 1936 wurde sie in der Ausstellung Wir bauen auf in Schwerin prämiert.
1939 war sie im Münchner Haus der Deutschen Kunst in der Großen Deutschen Kunstausstellung mit einem Bild vertreten, das Hitler erwarb. In der Ausstellung „Zeitgenössische mecklenburgische Maler“ im Mecklenburgischen Landesmuseum Schwerin zeigte sie im gleichen Jahr die Werke Sonnenschein, Sommertag und Augusttag. Wiederum in Schwerin war sie vertreten in der Ausstellung „Mecklenburgische bildende Kunst im Jahre 1944.“
Ihre Motive waren vorwiegend Stimmungsbilder aus Mecklenburg. Die Bilder trugen Titel wie: Erntesegen, Alter Weideweg,  Heimatscholle, Blühender Apfelbaum, Blick über die Felder, Erntezeit in Mecklenburg, Mecklenburgisches Bauernhaus und Roggenfeld bei Raben Steinfeld.

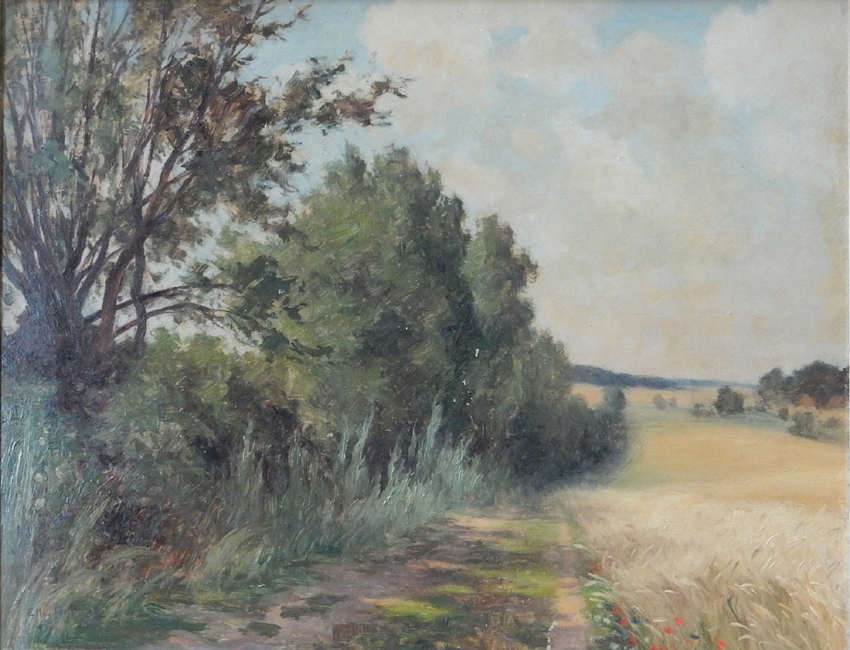
Sommertag im Landweg in Lankow
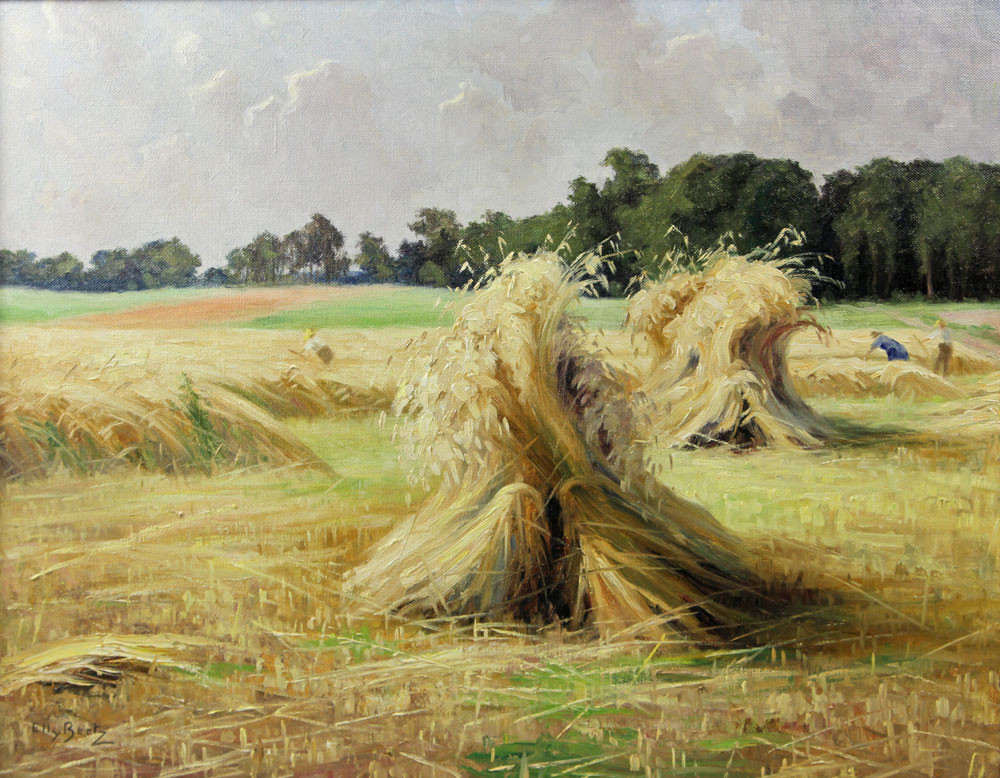
Bei der Heuernte
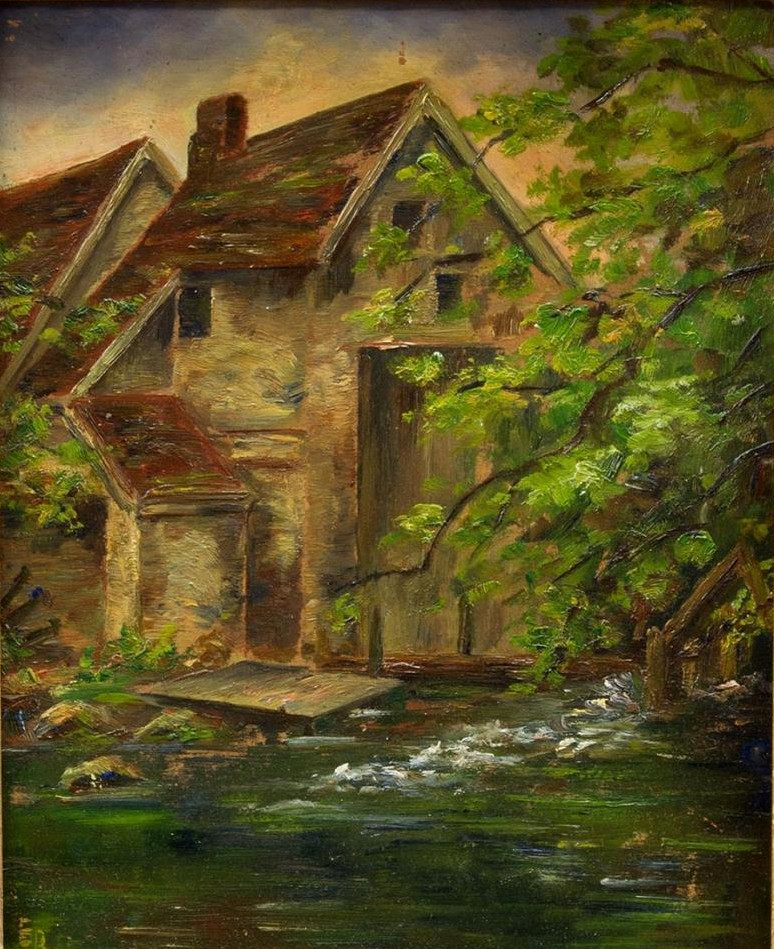
Schleifmühle Schwerin
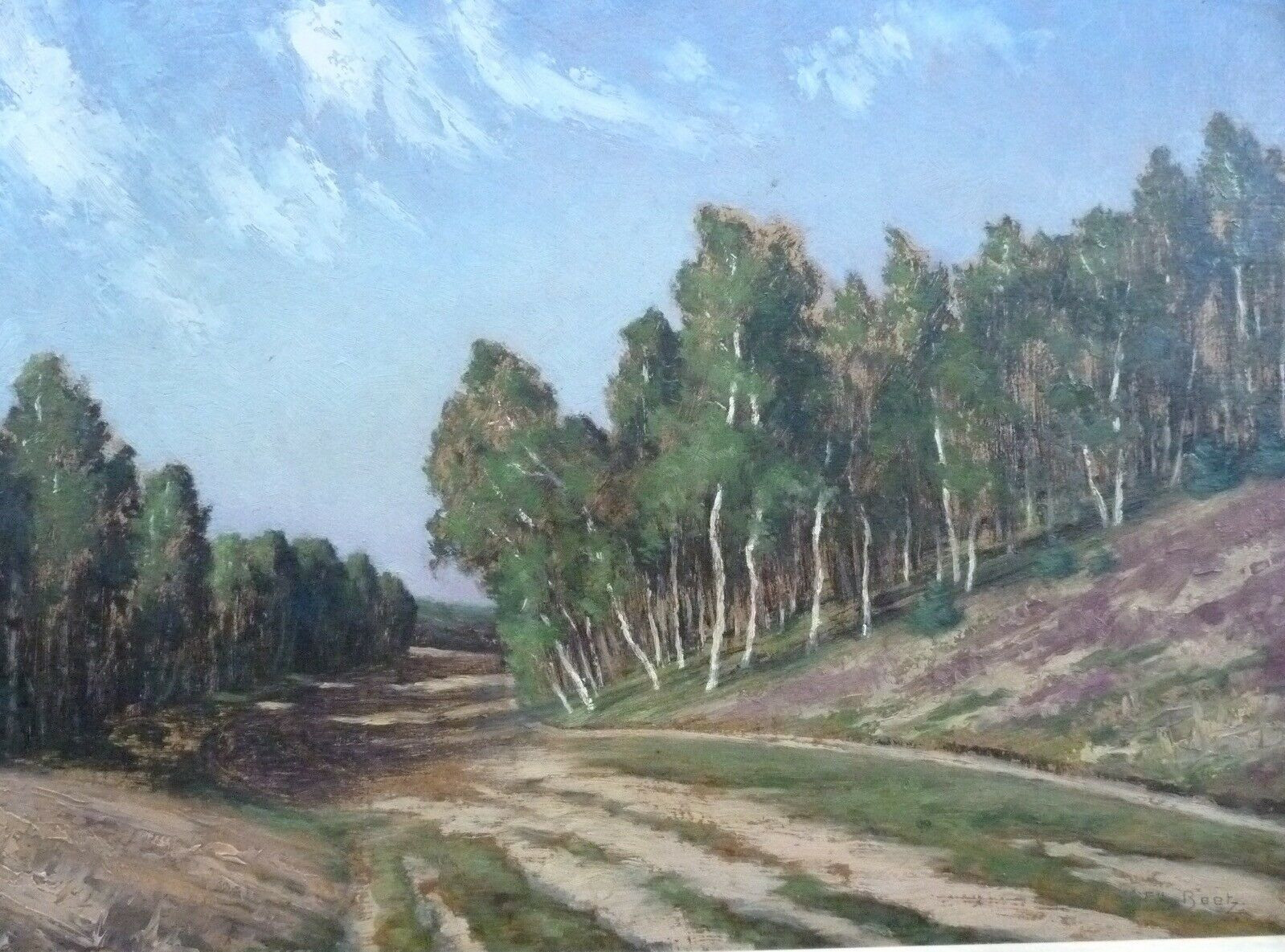
Birkental
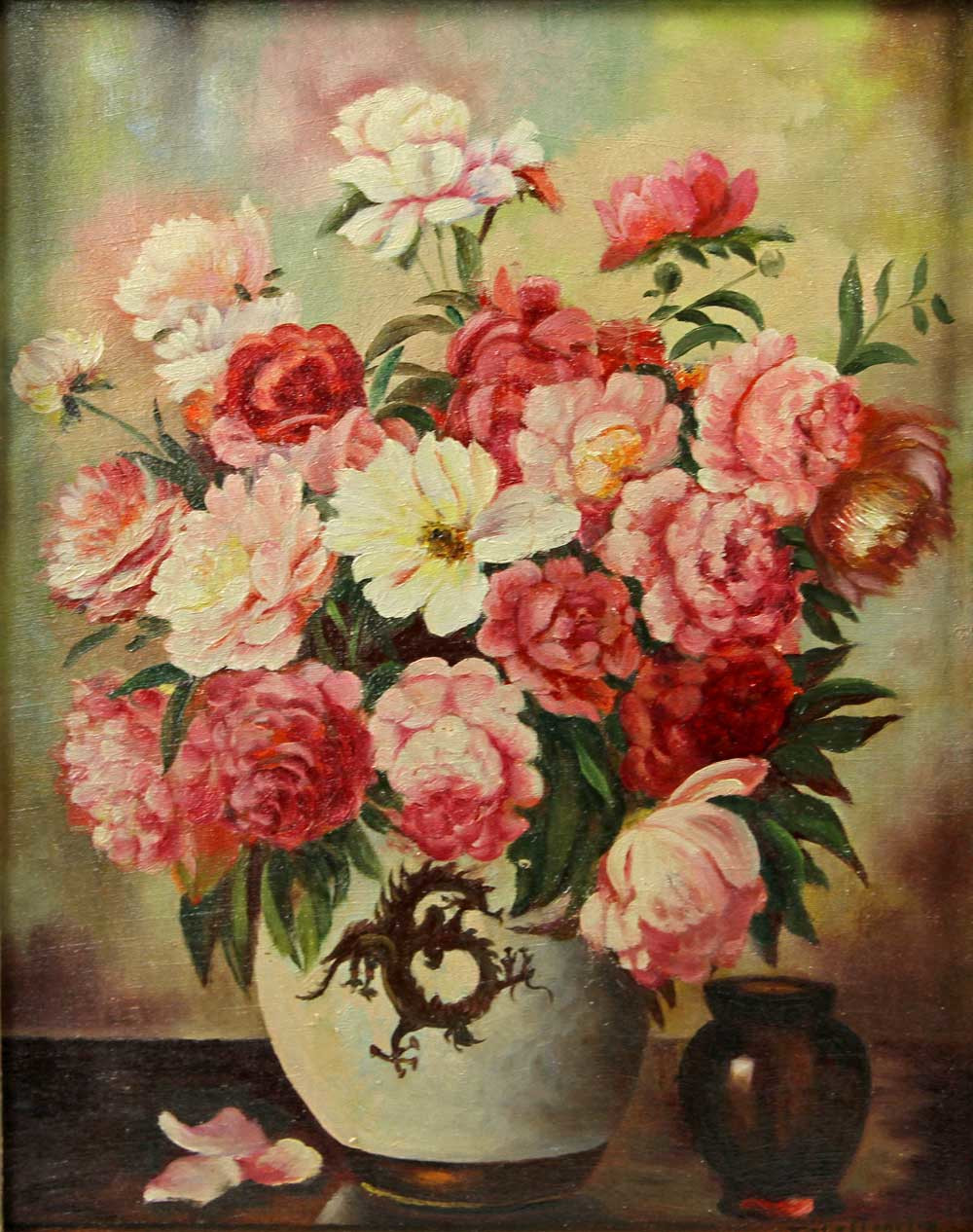
Pfingstrosenstrauss in Vase
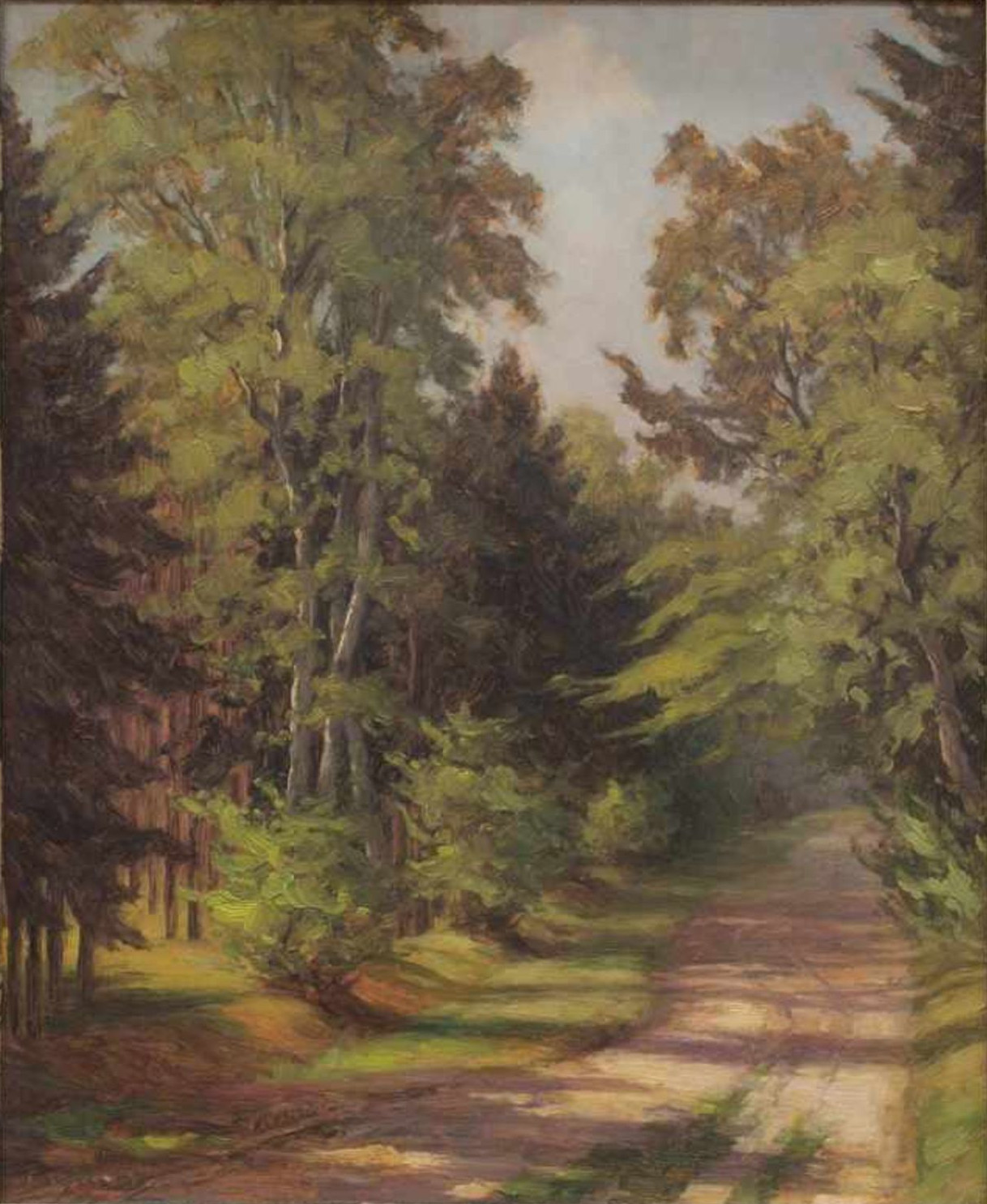
Waldweg in Friedrichsthal